# 埴科郡
- 令制国一覧 > 東山道 > 信濃国 > 埴科郡
- 日本 > 中部地方 > 長野県 > 埴科郡

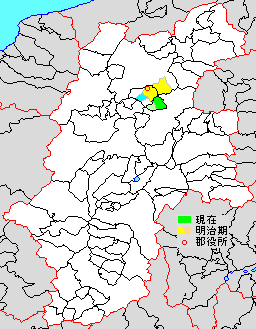
長野県埴科郡の範囲（緑：坂城町 薄緑・水色：後に他郡から編入した区域）

埴科郡（はにしなぐん）は、長野県（信濃国）の郡。
人口13,037人、面積53.64km²、人口密度243人/km²。（2025年3月1日、推計人口）
以下の1町を含む。
- 坂城町（さかきまち）

## 郡域
1879年（明治12年）に行政区画として発足した当時の郡域は、上記1町のほか、下記の区域にあたる。
- 長野市の一部（松代町西寺尾・松代町牧島・松代町小島田・松代町大室を除く松代町各町）
- 千曲市の一部（概ね千曲川以東）

## 歴史

### 古代
- 出土した木簡などから大宝律令以前はのちの更級郡と共に「科野評（しなのこおり）」を構成していたと考えられる[1]。長屋王家木簡では「播信郡」との郡名表記もなされている。
- 郡衙は千曲市屋代の屋代遺跡群に比定されている。
- 和名類聚抄に見える郷名は倉科、磯部、船山、大穴、屋代、英多、坂城と記述されている。

### 式内社
『延喜式』神名帳に記される郡内の式内社。
| 神名帳     | 神名帳 | 神名帳 | 神名帳 | 比定社 | 比定社 | 比定社 | 集成 |
| 社名       | 読み   | 格     | 付記   | 社名   | 所在地 | 備考   | 集成 |
| ---------- | ------ | ------ | ------ | ------ | ------ | ------ | ---- |
| 埴科郡     |        |        |        |        |        |        |      |
|            |        |        |        |        |        |        |      |
| 凡例を表示 |        |        |        |        |        |        |      |

### 近世以降の沿革
- 「旧高旧領取調帳」に記載されている明治初年時点での支配は以下の通り。幕府領は中之条代官所が管轄。●は村内に寺社領が、○は寺社除地[注 1]が存在。（1町40村）

| 知行         | 知行             | 村数     | 村名 |
| ------------ | ---------------- | -------- | --- |
| 幕府領       | 幕府領           | 13村     | ○坂木村、○横尾村、○中之条村、○鋳物師屋村、上戸倉村、○寂蒔村、○桜堂村、○小島村、下戸倉村、福井村、打沢村、新田村、杭瀬下村 |
| 藩領         | 信濃松代藩       | 1町 25村 | ○森村、○雨宮村、●○屋代村、○千本柳村、○清野村、○岩野村、○平林村、倉科村、小船山村、○桑根井村、○牧内村、○土口村、○内川村、○粟佐村、○柴村、●○田中村、○生萱村、●○西条村、○加賀井村、鼠宿村、欠村、●○関屋村、●○東寺尾村、○松代町、●○東条村、○上徳間村 |
| 幕府領・藩領 | 幕府領・松代藩   | 1村      | 金井村 |
| その他       | 熊野出速雄神社領 | 1村      | 皆神村 |

- 慶応4年2月17日（1868年3月10日） - 幕府領が名古屋藩の管轄となる。
- 明治2年2月30日（1869年4月11日） - 幕府領が伊那県の管轄となる。
- 明治3年9月17日（1870年10月11日） - 伊那県の管轄区域が中野県の管轄となる。
- 明治4年
  - 6月22日（1871年8月8日） - 中野県が改称して長野県となる。
  - 7月14日（1871年8月29日） - 廃藩置県により藩領が松代県の管轄となる。
  - 11月20日（1871年12月31日） - 第1次府県統合により全域が長野県の管轄となる。
  - 松代町の一部（十人町地区）が東条村、同一部（馬場町地区）が西条村となる。
- 明治5年（1872年）7月 - 上徳間村が千本柳村に合併。（1町39村）
- 明治6年（1873年）（1町37村）
  - 欠村が西条村に合併
  - 小船山村が更級郡向八幡村に合併。
- 明治7年（1874年）（1町33村）
  - 7月5日 - 上戸倉村・福井村が合併して磯部村となる。
  - 鼠宿村・新地村・金井村・横尾村が合併して南条村となる。
- 明治8年（1875年）5月 - 千本柳村が改称して黒彦村となる。
- 明治9年（1876年）5月30日（1町22村）
  - 関屋村・桑根井村・平林村・牧内村・皆神村が合併して豊栄村となる。
  - 寂蒔村・鋳物師屋村・打沢村・桜堂村・小島村が合併して東船山村となる。
  - 杭瀬下村・新田村・粟佐村が合併して西船山村となる。
  - 田中村・加賀井村が東条村に合併。
- 明治12年（1879年）1月4日（1町23村）
  - 郡区町村編制法の長野県での施行により、行政区画としての埴科郡が発足。郡役所を屋代村に設置。
  - 更級郡向八幡村の所属郡が本郡に変更。
- 明治14年（1881年）
  - 1月28日
    - 屋代村が改称して屋代町となる。（2町22村）
    - 下戸倉村が改称して戸倉村となる。

  - 5月23日 - 東船山村が分割されて寂蒔村・鋳物師屋村・打沢村・桜堂村・小島村となる。（2町26村）
  - 5月25日 - 黒彦村が分割されて千本柳村・上徳間村となる。（2町27村）
- 明治15年（1882年）
  - 2月18日 - 西船山村から粟佐村が分立。（2町28村）
  - 9月2日 - 向八幡村が分割されて中村・小船山村となる。（2町29村）
  - 11月27日 - 西船山村が分割されて杭瀬下村・新田村となる。（2町30村）
- 明治19年（1886年）5月18日 - 坂木村が改称されて坂城村となる。

### 町村制以降の沿革

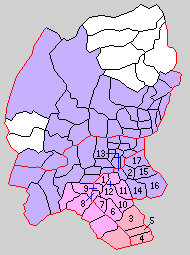
1.屋代町 2.松代町 3.坂城村 4.南条村 5.中之条村 6.戸倉村 7.五加村 8.埴生村 9.杭瀬下村 10.森村 11.倉科村 12.雨宮県村 13.清野村 14.西条村 15.東条村 16.豊栄村 17.寺尾村（紫：長野市 桃：千曲市 赤：坂城町）

- 明治22年（1889年）4月1日 - 町村制の施行により、以下の町村が発足。特記以外は現・千曲市。（2町15村）
  - 屋代町 ← 屋代町、粟佐村
  - 松代町（単独町制、現・長野市）
  - 坂城村、南条村、中之条村（それぞれ単独村制。現・坂城町）
  - 戸倉村 ← 戸倉村、磯部村
  - 五加村 ← 上徳間村、内川村、千本柳村、中村、小船山村
  - 埴生村 ← 小島村、寂蒔村、鋳物師屋村、打沢村、桜堂村
  - 杭瀬下村 ← 杭瀬下村、新田村
  - 森村、倉科村（それぞれ単独村制）
  - 雨宮県村 ← 雨宮村、生萱村、土口村
  - 清野村 ← 清野村、岩野村（現・長野市）
  - 西条村、東条村、豊栄村（それぞれ単独村制。現・長野市）
  - 寺尾村 ← 東寺尾村、柴村、上高井郡大室村、更級郡牧島村、小島田村［一部[注 3]］（現・長野市）
- 明治24年（1891年）4月1日 - 郡制を施行。
- 明治37年（1904年）7月12日 - 坂城村が町制施行して坂城町となる。（3町14村）
- 大正12年（1923年）4月1日 - 郡会が廃止。郡役所は存続。
- 大正15年（1926年）
  - 7月1日 - 郡役所が廃止。以降は地域区分名称となる。
  - 7月18日 - 警廃事件発生。警察署の統廃合に反対する地域住民が長野市に押しかけ、他地域の住民とともに県知事公舎・警察部長官舎等への襲撃を行った[3]。
- 昭和2年（1927年）5月12日 - 郡内一帯で遅霜。クワ畑に大きな被害があり、地域の養蚕業に大きな打撃を与えた[4]。
- 昭和15年（1940年）4月17日 - 戸倉村が町制施行して戸倉町となる。（4町13村）
- 昭和23年（1948年）3月1日 - 埴生村が町制施行し埴生町となる。（5町12村）
- 昭和26年（1951年）
  - 4月3日 - 松代町・清野村・東条村が合併し、改めて松代町が発足。（5町10村）
  - 10月1日 - 松代町が更級郡篠ノ井町の一部（東福寺の一部[注 4]）を編入。
- 昭和29年（1954年）10月1日 - 埴生町・杭瀬下村が合併し、改めて埴生町が発足。（5町9村）
- 昭和30年（1955年）
  - 4月1日（5町3村）
    - 坂城町・中之条村・南条村が合併し、改めて坂城町が発足。
    - 松代町・豊栄村・寺尾村が更級郡西寺尾村と合併し、改めて松代町が発足。
    - 戸倉町が更級郡更級村と合併し、改めて戸倉町が発足。
    - 屋代町・雨宮県村・森村が合併して埴科屋代町が発足。

  - 6月1日 - 埴科屋代町が改称して屋代町となる。
  - 7月1日 - 五加村の一部（中）が埴生町に編入。残部は戸倉町と合併し、改めて戸倉町が発足。（5町2村）
- 昭和31年（1956年）9月30日（5町）
  - 西条村が松代町に編入。
  - 倉科村が屋代町に編入。
- 昭和32年（1957年）8月1日 - 松代町の一部（杵淵および西寺尾の一部[注 5]）が更級郡篠ノ井町に編入。
- 昭和34年（1959年）6月1日 - 屋代町・埴生町が更級郡稲荷山町・八幡村と合併して更埴市が発足し、郡より離脱。（3町）
- 昭和35年（1960年）4月1日 - 坂城町が更級郡村上村を編入。
- 昭和41年（1966年）10月16日 - 松代町が長野市・篠ノ井市・更級郡川中島町・信更村・更北村・上高井郡若穂町・上水内郡七二会村と合併し、改めて長野市が発足、郡より離脱。（2町）
- 平成15年（2003年）9月1日 - 戸倉町が更埴市・更級郡上山田町と合併して千曲市が発足し、郡より離脱。（1町）

### 変遷表
| 明治以前         | 明治以前         | 明治初年 - 明治5年  | 明治6年 - 明治11年         | 明治12年 - 明治13年                    | 明治14年 - 明治22年         | 明治22年 4月1日 町村制施行 | 明治22年 - 昭和19年         | 昭和20年 - 昭和29年                 | 昭和20年 - 昭和29年          | 昭和30年 - 昭和39年       | 昭和30年 - 昭和39年                 | 昭和30年 - 昭和39年         | 昭和40年 - 昭和64年     | 平成元年 - 現在       | 現在   |
| ---------------- | ---------------- | ------------------- | -------------------------- | -------------------------------------- | --------------------------- | -------------------------- | --------------------------- | ----------------------------------- | ---------------------------- | ------------------------- | ----------------------------------- | --------------------------- | ----------------------- | --------------------- | ------ |
| 坂木村           | 坂木村           | 坂木村              | 坂木村                     | 坂木村                                 | 明治19年5月18日 改称 坂城村 | 坂城村                     | 明治37年7月12日 町制 坂城町 | 坂城町                              | 坂城町                       | 昭和30年4月1日 坂城町     | 昭和30年4月1日 坂城町               | 昭和30年4月1日 坂城町       | 坂城町                  | 坂城町                | 坂城町 |
| 中之条村         | 中之条村         | 中之条村            | 中之条村                   | 中之条村                               | 中之条村                    | 中之条村                   | 中之条村                    | 中之条村                            | 中之条村                     | 昭和30年4月1日 坂城町     | 昭和30年4月1日 坂城町               | 昭和30年4月1日 坂城町       | 坂城町                  | 坂城町                | 坂城町 |
| 鼠宿村           | 鼠宿村           | 鼠宿村              | 明治7年 南条村             | 南条村                                 | 南条村                      | 南条村                     | 南条村                      | 南条村                              | 南条村                       | 昭和30年4月1日 坂城町     | 昭和30年4月1日 坂城町               | 昭和30年4月1日 坂城町       | 坂城町                  | 坂城町                | 坂城町 |
| 新地村           | 新地村           | 新地村              | 明治7年 南条村             | 南条村                                 | 南条村                      | 南条村                     | 南条村                      | 南条村                              | 南条村                       | 昭和30年4月1日 坂城町     | 昭和30年4月1日 坂城町               | 昭和30年4月1日 坂城町       | 坂城町                  | 坂城町                | 坂城町 |
| 金井村           | 金井村           | 金井村              | 明治7年 南条村             | 南条村                                 | 南条村                      | 南条村                     | 南条村                      | 南条村                              | 南条村                       | 昭和30年4月1日 坂城町     | 昭和30年4月1日 坂城町               | 昭和30年4月1日 坂城町       | 坂城町                  | 坂城町                | 坂城町 |
| 横尾村           | 横尾村           | 横尾村              | 明治7年 南条村             | 南条村                                 | 南条村                      | 南条村                     | 南条村                      | 南条村                              | 南条村                       | 昭和30年4月1日 坂城町     | 昭和30年4月1日 坂城町               | 昭和30年4月1日 坂城町       | 坂城町                  | 坂城町                | 坂城町 |
| 更級郡上平村     | 更級郡上平村     | 更級郡上平村        | 明治7年7月5日 更級郡上平村 | 更級郡上平村                           | 更級郡上平村                | 更級郡 村上村              | 更級郡村上村                | 更級郡村上村                        | 更級郡村上村                 | 更級郡村上村              | 更級郡村上村                        | 昭和35年4月1日 坂城町に編入 | 坂城町                  | 坂城町                | 坂城町 |
| 更級郡小網新田村 | 更級郡小網新田村 | 更級郡小網新田村    | 明治7年7月5日 更級郡上平村 | 更級郡上平村                           | 更級郡上平村                | 更級郡 村上村              | 更級郡村上村                | 更級郡村上村                        | 更級郡村上村                 | 更級郡村上村              | 更級郡村上村                        | 昭和35年4月1日 坂城町に編入 | 坂城町                  | 坂城町                | 坂城町 |
| 更級郡網掛村     | 更級郡網掛村     | 更級郡網掛村        | 更級郡網掛村               | 更級郡網掛村                           | 更級郡網掛村                | 更級郡 村上村              | 更級郡村上村                | 更級郡村上村                        | 更級郡村上村                 | 更級郡村上村              | 更級郡村上村                        | 昭和35年4月1日 坂城町に編入 | 坂城町                  | 坂城町                | 坂城町 |
| 更級郡上五明村   | 更級郡上五明村   | 更級郡上五明村      | 更級郡上五明村             | 更級郡上五明村                         | 更級郡上五明村              | 更級郡 村上村              | 更級郡村上村                | 更級郡村上村                        | 更級郡村上村                 | 更級郡村上村              | 更級郡村上村                        | 昭和35年4月1日 坂城町に編入 | 坂城町                  | 坂城町                | 坂城町 |
| 更級郡羽尾村     | 更級郡羽尾村     | 更級郡羽尾村        | 更級郡羽尾村               | 更級郡羽尾村                           | 更級郡羽尾村                | 更級郡 更級村              | 更級郡更級村                | 更級郡更級村                        | 更級郡更級村                 | 昭和30年4月1日 戸倉町     | 昭和30年4月1日 戸倉町               | 戸倉町                      | 戸倉町                  | 平成15年9月1日 千曲市 | 千曲市 |
| 更級郡若宮村     | 更級郡若宮村     | 更級郡若宮村        | 更級郡若宮村               | 更級郡若宮村                           | 更級郡若宮村                | 更級郡 更級村              | 更級郡更級村                | 更級郡更級村                        | 更級郡更級村                 | 昭和30年4月1日 戸倉町     | 昭和30年4月1日 戸倉町               | 戸倉町                      | 戸倉町                  | 平成15年9月1日 千曲市 | 千曲市 |
| 更級郡須坂村     | 更級郡須坂村     | 更級郡須坂村        | 更級郡須坂村               | 更級郡須坂村                           | 更級郡須坂村                | 更級郡 更級村              | 更級郡更級村                | 更級郡更級村                        | 更級郡更級村                 | 昭和30年4月1日 戸倉町     | 昭和30年4月1日 戸倉町               | 戸倉町                      | 戸倉町                  | 平成15年9月1日 千曲市 | 千曲市 |
| 下戸倉村         | 下戸倉村         | 下戸倉村            | 下戸倉村                   | 下戸倉村                               | 明治14年1月28日 改称 戸倉村 | 戸倉村                     | 昭和15年4月17日 町制 戸倉町 | 戸倉町                              | 戸倉町                       | 昭和30年4月1日 戸倉町     | 昭和30年4月1日 戸倉町               | 戸倉町                      | 戸倉町                  | 平成15年9月1日 千曲市 | 千曲市 |
| 上戸倉村         | 上戸倉村         | 上戸倉村            | 明治7年7月5日 磯部村       | 磯部村                                 | 磯部村                      | 戸倉村                     | 昭和15年4月17日 町制 戸倉町 | 戸倉町                              | 戸倉町                       | 昭和30年4月1日 戸倉町     | 昭和30年4月1日 戸倉町               | 戸倉町                      | 戸倉町                  | 平成15年9月1日 千曲市 | 千曲市 |
| 福井村           | 福井村           | 福井村              | 明治7年7月5日 磯部村       | 磯部村                                 | 磯部村                      | 戸倉村                     | 昭和15年4月17日 町制 戸倉町 | 戸倉町                              | 戸倉町                       | 昭和30年4月1日 戸倉町     | 昭和30年4月1日 戸倉町               | 戸倉町                      | 戸倉町                  | 平成15年9月1日 千曲市 | 千曲市 |
| 千本柳村         | 千本柳村         | 明治5年7月 千本柳村 | 明治8年5月 改称 黒彦村     | 黒彦村                                 | 明治14年5月25日 千本柳村    | 五加村                     | 五加村                      | 五加村                              | 五加村                       | 五加村                    | 昭和30年7月1日 戸倉町に編入         | 戸倉町                      | 戸倉町                  | 平成15年9月1日 千曲市 | 千曲市 |
| 上徳間村         | 上徳間村         | 明治5年7月 千本柳村 | 明治8年5月 改称 黒彦村     | 黒彦村                                 | 明治14年5月25日 上徳間村    | 五加村                     | 五加村                      | 五加村                              | 五加村                       | 五加村                    | 昭和30年7月1日 戸倉町に編入         | 戸倉町                      | 戸倉町                  | 平成15年9月1日 千曲市 | 千曲市 |
| 内川村           | 内川村           | 内川村              | 内川村                     | 内川村                                 | 内川村                      | 五加村                     | 五加村                      | 五加村                              | 五加村                       | 五加村                    | 昭和30年7月1日 戸倉町に編入         | 戸倉町                      | 戸倉町                  | 平成15年9月1日 千曲市 | 千曲市 |
| 小船山村         | 小船山村         | 小船山村            | 明治6年 更級郡向八幡村     | 明治12年1月4日 所属変更 埴科郡向八幡村 | 明治15年9月2日 小船山村     | 五加村                     | 五加村                      | 五加村                              | 五加村                       | 五加村                    | 昭和30年7月1日 戸倉町に編入         | 戸倉町                      | 戸倉町                  | 平成15年9月1日 千曲市 | 千曲市 |
| 更級郡向八幡村   | 更級郡向八幡村   | 更級郡向八幡村      | 明治6年 更級郡向八幡村     | 明治12年1月4日 所属変更 埴科郡向八幡村 | 明治15年9月2日 中村         | 五加村                     | 五加村                      | 五加村                              | 五加村                       | 五加村                    | 昭和30年7月1日 埴生町に編入         | 昭和34年6月1日 更埴市       | 更埴市                  | 平成15年9月1日 千曲市 | 千曲市 |
| 小島村           | 小島村           | 小島村              | 明治9年5月30日 東船山村    | 東船山村                               | 明治14年5月23日 小島村      | 埴生村                     | 埴生村                      | 昭和23年3月1日 町制 埴生町          | 昭和29年10月1日 埴生町       | 埴生町                    | 埴生町                              | 昭和34年6月1日 更埴市       | 更埴市                  | 平成15年9月1日 千曲市 | 千曲市 |
| 寂蒔村           | 寂蒔村           | 寂蒔村              | 明治9年5月30日 東船山村    | 東船山村                               | 明治14年5月23日 寂蒔村      | 埴生村                     | 埴生村                      | 昭和23年3月1日 町制 埴生町          | 昭和29年10月1日 埴生町       | 埴生町                    | 埴生町                              | 昭和34年6月1日 更埴市       | 更埴市                  | 平成15年9月1日 千曲市 | 千曲市 |
| 鋳物師屋村       | 鋳物師屋村       | 鋳物師屋村          | 明治9年5月30日 東船山村    | 東船山村                               | 明治14年5月23日 鋳物師屋村  | 埴生村                     | 埴生村                      | 昭和23年3月1日 町制 埴生町          | 昭和29年10月1日 埴生町       | 埴生町                    | 埴生町                              | 昭和34年6月1日 更埴市       | 更埴市                  | 平成15年9月1日 千曲市 | 千曲市 |
| 打沢村           | 打沢村           | 打沢村              | 明治9年5月30日 東船山村    | 東船山村                               | 明治14年5月23日 打沢村      | 埴生村                     | 埴生村                      | 昭和23年3月1日 町制 埴生町          | 昭和29年10月1日 埴生町       | 埴生町                    | 埴生町                              | 昭和34年6月1日 更埴市       | 更埴市                  | 平成15年9月1日 千曲市 | 千曲市 |
| 桜堂村           | 桜堂村           | 桜堂村              | 明治9年5月30日 東船山村    | 東船山村                               | 明治14年5月23日 桜堂村      | 埴生村                     | 埴生村                      | 昭和23年3月1日 町制 埴生町          | 昭和29年10月1日 埴生町       | 埴生町                    | 埴生町                              | 昭和34年6月1日 更埴市       | 更埴市                  | 平成15年9月1日 千曲市 | 千曲市 |
| 杭瀬下村         | 杭瀬下村         | 杭瀬下村            | 明治9年5月30日 西船山村    | 西船山村                               | 明治15年11月27日 杭瀬下村   | 杭瀬下村                   | 杭瀬下村                    | 杭瀬下村                            | 昭和29年10月1日 埴生町       | 埴生町                    | 埴生町                              | 昭和34年6月1日 更埴市       | 更埴市                  | 平成15年9月1日 千曲市 | 千曲市 |
| 新田村           | 新田村           | 新田村              | 明治9年5月30日 西船山村    | 西船山村                               | 明治15年11月27日 新田村     | 杭瀬下村                   | 杭瀬下村                    | 杭瀬下村                            | 昭和29年10月1日 埴生町       | 埴生町                    | 埴生町                              | 昭和34年6月1日 更埴市       | 更埴市                  | 平成15年9月1日 千曲市 | 千曲市 |
| 粟佐村           | 粟佐村           | 粟佐村              | 明治9年5月30日 西船山村    | 西船山村                               | 明治15年2月18日 分立 粟佐村 | 屋代町                     | 屋代町                      | 屋代町                              | 屋代町                       | 昭和30年4月1日 埴科屋代町 | 昭和30年6月1日 改称 屋代町          | 昭和34年6月1日 更埴市       | 更埴市                  | 平成15年9月1日 千曲市 | 千曲市 |
| 屋代村           | 屋代村           | 屋代村              | 屋代村                     | 屋代村                                 | 明治14年1月28日 改称 屋代町 | 屋代町                     | 屋代町                      | 屋代町                              | 屋代町                       | 昭和30年4月1日 埴科屋代町 | 昭和30年6月1日 改称 屋代町          | 昭和34年6月1日 更埴市       | 更埴市                  | 平成15年9月1日 千曲市 | 千曲市 |
| 雨宮村           | 雨宮村           | 雨宮村              | 雨宮村                     | 雨宮村                                 | 雨宮村                      | 雨宮県村                   | 雨宮県村                    | 雨宮県村                            | 雨宮県村                     | 昭和30年4月1日 埴科屋代町 | 昭和30年6月1日 改称 屋代町          | 昭和34年6月1日 更埴市       | 更埴市                  | 平成15年9月1日 千曲市 | 千曲市 |
| 生萱村           | 生萱村           | 生萱村              | 生萱村                     | 生萱村                                 | 生萱村                      | 雨宮県村                   | 雨宮県村                    | 雨宮県村                            | 雨宮県村                     | 昭和30年4月1日 埴科屋代町 | 昭和30年6月1日 改称 屋代町          | 昭和34年6月1日 更埴市       | 更埴市                  | 平成15年9月1日 千曲市 | 千曲市 |
| 土口村           | 土口村           | 土口村              | 土口村                     | 土口村                                 | 土口村                      | 雨宮県村                   | 雨宮県村                    | 雨宮県村                            | 雨宮県村                     | 昭和30年4月1日 埴科屋代町 | 昭和30年6月1日 改称 屋代町          | 昭和34年6月1日 更埴市       | 更埴市                  | 平成15年9月1日 千曲市 | 千曲市 |
| 森村             | 森村             | 森村                | 森村                       | 森村                                   | 森村                        | 森村                       | 森村                        | 森村                                | 森村                         | 昭和30年4月1日 埴科屋代町 | 昭和30年6月1日 改称 屋代町          | 昭和34年6月1日 更埴市       | 更埴市                  | 平成15年9月1日 千曲市 | 千曲市 |
| 倉科村           | 倉科村           | 倉科村              | 倉科村                     | 倉科村                                 | 倉科村                      | 倉科村                     | 倉科村                      | 倉科村                              | 倉科村                       | 倉科村                    | 昭和31年9月30日 屋代町に編入        | 昭和34年6月1日 更埴市       | 更埴市                  | 平成15年9月1日 千曲市 | 千曲市 |
| 欠村             | 欠村             | 欠村                | 明治6年 西条村             | 西条村                                 | 西条村                      | 西条村                     | 西条村                      | 西条村                              | 西条村                       | 西条村                    | 昭和31年9月30日 松代町に編入        | 松代町                      | 昭和41年10月16日 長野市 | 長野市                | 長野市 |
| 松代町           | 松代町           | 明治4年 西条村      | 明治6年 西条村             | 西条村                                 | 西条村                      | 西条村                     | 西条村                      | 西条村                              | 西条村                       | 西条村                    | 昭和31年9月30日 松代町に編入        | 松代町                      | 昭和41年10月16日 長野市 | 長野市                | 長野市 |
| 松代町           | 松代町           | 松代町              | 松代町                     | 松代町                                 | 松代町                      | 松代町                     | 松代町                      | 松代町                              | 昭和26年4月3日 松代町        | 昭和30年4月1日 松代町     | 松代町                              | 松代町                      | 昭和41年10月16日 長野市 | 長野市                | 長野市 |
| 松代町           | 松代町           | 明治4年 東条村      | 明治9年5月30日 東条村      | 東条村                                 | 東条村                      | 東条村                     | 東条村                      | 東条村                              | 昭和26年4月3日 松代町        | 昭和30年4月1日 松代町     | 松代町                              | 松代町                      | 昭和41年10月16日 長野市 | 長野市                | 長野市 |
| 田中村           | 田中村           | 田中村              | 明治9年5月30日 東条村      | 東条村                                 | 東条村                      | 東条村                     | 東条村                      | 東条村                              | 昭和26年4月3日 松代町        | 昭和30年4月1日 松代町     | 松代町                              | 松代町                      | 昭和41年10月16日 長野市 | 長野市                | 長野市 |
| 加賀井村         | 加賀井村         | 加賀井村            | 明治9年5月30日 東条村      | 東条村                                 | 東条村                      | 東条村                     | 東条村                      | 東条村                              | 昭和26年4月3日 松代町        | 昭和30年4月1日 松代町     | 松代町                              | 松代町                      | 昭和41年10月16日 長野市 | 長野市                | 長野市 |
| 清野村           | 清野村           | 清野村              | 清野村                     | 清野村                                 | 清野村                      | 清野村                     | 清野村                      | 清野村                              | 昭和26年4月3日 松代町        | 昭和30年4月1日 松代町     | 松代町                              | 松代町                      | 昭和41年10月16日 長野市 | 長野市                | 長野市 |
| 岩野村           | 岩野村           | 岩野村              | 岩野村                     | 岩野村                                 | 岩野村                      | 清野村                     | 清野村                      | 清野村                              | 昭和26年4月3日 松代町        | 昭和30年4月1日 松代町     | 松代町                              | 松代町                      | 昭和41年10月16日 長野市 | 長野市                | 長野市 |
| 関屋村           | 関屋村           | 関屋村              | 明治9年5月30日 豊栄村      | 豊栄村                                 | 豊栄村                      | 豊栄村                     | 豊栄村                      | 豊栄村                              | 豊栄村                       | 昭和30年4月1日 松代町     | 松代町                              | 松代町                      | 昭和41年10月16日 長野市 | 長野市                | 長野市 |
| 桑根井村         | 桑根井村         | 桑根井村            | 明治9年5月30日 豊栄村      | 豊栄村                                 | 豊栄村                      | 豊栄村                     | 豊栄村                      | 豊栄村                              | 豊栄村                       | 昭和30年4月1日 松代町     | 松代町                              | 松代町                      | 昭和41年10月16日 長野市 | 長野市                | 長野市 |
| 平林村           | 平林村           | 平林村              | 明治9年5月30日 豊栄村      | 豊栄村                                 | 豊栄村                      | 豊栄村                     | 豊栄村                      | 豊栄村                              | 豊栄村                       | 昭和30年4月1日 松代町     | 松代町                              | 松代町                      | 昭和41年10月16日 長野市 | 長野市                | 長野市 |
| 牧内村           | 牧内村           | 牧内村              | 明治9年5月30日 豊栄村      | 豊栄村                                 | 豊栄村                      | 豊栄村                     | 豊栄村                      | 豊栄村                              | 豊栄村                       | 昭和30年4月1日 松代町     | 松代町                              | 松代町                      | 昭和41年10月16日 長野市 | 長野市                | 長野市 |
| 皆神村           | 皆神村           | 皆神村              | 明治9年5月30日 豊栄村      | 豊栄村                                 | 豊栄村                      | 豊栄村                     | 豊栄村                      | 豊栄村                              | 豊栄村                       | 昭和30年4月1日 松代町     | 松代町                              | 松代町                      | 昭和41年10月16日 長野市 | 長野市                | 長野市 |
| 東寺尾村         | 東寺尾村         | 東寺尾村            | 東寺尾村                   | 東寺尾村                               | 東寺尾村                    | 寺尾村                     | 寺尾村                      | 寺尾村                              | 寺尾村                       | 昭和30年4月1日 松代町     | 松代町                              | 松代町                      | 昭和41年10月16日 長野市 | 長野市                | 長野市 |
| 柴村             | 柴村             | 柴村                | 柴村                       | 柴村                                   | 柴村                        | 寺尾村                     | 寺尾村                      | 寺尾村                              | 寺尾村                       | 昭和30年4月1日 松代町     | 松代町                              | 松代町                      | 昭和41年10月16日 長野市 | 長野市                | 長野市 |
| 上高井郡大室村   | 上高井郡大室村   | 上高井郡大室村      | 上高井郡大室村             | 上高井郡大室村                         | 上高井郡大室村              | 寺尾村                     | 寺尾村                      | 寺尾村                              | 寺尾村                       | 昭和30年4月1日 松代町     | 松代町                              | 松代町                      | 昭和41年10月16日 長野市 | 長野市                | 長野市 |
| 更級郡牧島村     | 更級郡牧島村     | 更級郡牧島村        | 更級郡牧島村               | 更級郡牧島村                           | 更級郡牧島村                | 寺尾村                     | 寺尾村                      | 寺尾村                              | 寺尾村                       | 昭和30年4月1日 松代町     | 松代町                              | 松代町                      | 昭和41年10月16日 長野市 | 長野市                | 長野市 |
| 更級郡下小島田村 | 一部             | 更級郡下小島田村    | 明治9年 更級郡小島田村     | 更級郡小島田村                         | 更級郡小島田村              | 寺尾村                     | 寺尾村                      | 寺尾村                              | 寺尾村                       | 昭和30年4月1日 松代町     | 松代町                              | 松代町                      | 昭和41年10月16日 長野市 | 長野市                | 長野市 |
| 更級郡東福寺村   | 一部             | 更級郡東福寺村      | 更級郡東福寺村             | 更級郡東福寺村                         | 更級郡東福寺村              | 更級郡 東福寺村            | 更級郡東福寺村              | 昭和25年7月1日 更級郡篠ノ井町の一部 | 昭和26年10月1日 松代町に編入 | 昭和30年4月1日 松代町     | 松代町                              | 松代町                      | 昭和41年10月16日 長野市 | 長野市                | 長野市 |
| 更級郡西寺尾村   | 一部を除く       | 更級郡西寺尾村      | 更級郡西寺尾村             | 更級郡西寺尾村                         | 更級郡西寺尾村              | 更級郡 西寺尾村            | 更級郡西寺尾村              | 更級郡西寺尾村                      | 更級郡西寺尾村               | 昭和30年4月1日 松代町     | 松代町                              | 松代町                      | 昭和41年10月16日 長野市 | 長野市                | 長野市 |
| 更級郡西寺尾村   | 一部             | 更級郡西寺尾村      | 更級郡西寺尾村             | 更級郡西寺尾村                         | 更級郡西寺尾村              | 更級郡 西寺尾村            | 更級郡西寺尾村              | 更級郡西寺尾村                      | 更級郡西寺尾村               | 昭和30年4月1日 松代町     | 昭和32年8月1日 更級郡篠ノ井町に編入 | 昭和34年5月1日 篠ノ井市     | 昭和41年10月16日 長野市 | 長野市                | 長野市 |
| 更級郡杵淵村     | 更級郡杵淵村     | 更級郡杵淵村        | 更級郡杵淵村               | 更級郡杵淵村                           | 更級郡杵淵村                | 更級郡 西寺尾村            | 更級郡西寺尾村              | 更級郡西寺尾村                      | 更級郡西寺尾村               | 昭和30年4月1日 松代町     | 昭和32年8月1日 更級郡篠ノ井町に編入 | 昭和34年5月1日 篠ノ井市     | 昭和41年10月16日 長野市 | 長野市                | 長野市 |

## 行政
歴代郡長
| 代 | 氏名         | 就任年月日               | 退任年月日                | 備考                   |
| -- | ------------ | ------------------------ | ------------------------- | ---------------------- |
| 1  | 横田数馬     | 明治12年（1879年）1月4日 |                           |                        |
| 2  | 滝沢久武     | 明治13年（1880年）8月    |                           |                        |
| 3  | 永田重       | 明治14年（1881年）1月    |                           |                        |
| 4  | 中島精一     | 明治15年（1882年）6月    |                           |                        |
| 5  | 渡辺猶人     | 明治16年（1883年）11月   |                           |                        |
| 6  | 小坂善之助   | 明治16年（1883年）12月   |                           |                        |
| 7  | 中島精一     | 明治19年（1886年）8月    |                           | 再任                   |
| 8  | 関口友愛     | 明治23年（1890年）5月    |                           |                        |
| 9  | 師岡政挙     | 明治23年（1890年）10月   |                           |                        |
| 10 | 吉田有恪     | 明治28年（1895年）7月    |                           |                        |
| 11 | 山中助蔵     | 明治32年（1899年）2月    |                           |                        |
| 12 | 浜音之助     | 明治33年（1900年）12月   |                           |                        |
| 13 | 大鳥居英太郎 | 明治37年（1904年）12月   |                           |                        |
| 14 | 倉田藤太     | 明治39年（1906年）7月    |                           |                        |
| 15 | 竹下源六     | 明治41年（1908年）12月   |                           |                        |
| 16 | 松下金六     | 明治45年（1912年）6月    |                           |                        |
| 17 | 甲田慶治郎   | 大正3年（1914年）9月     |                           |                        |
| 18 | 佐藤三男     | 大正5年（1916年）7月     |                           |                        |
| 19 | 横田克己     | 大正10年（1921年）3月    |                           |                        |
| 20 | 岡村千馬太   | 大正11年（1922年）9月    |                           |                        |
| 21 | 志賀市蔵     | 大正11年（1922年）10月   |                           |                        |
| 22 | 長坂治助     | 大正13年（1924年）7月    | 大正15年（1926年）6月30日 | 郡役所廃止により、廃官 |